# Fagonia tristis
Fagonia tristis är en pockenholtsväxtart som beskrevs av Sickenb.. Fagonia tristis ingår i släktet Fagonia och familjen pockenholtsväxter. Inga underarter finns listade i Catalogue of Life.